# بخش‌هایی که از دست میدهی
بخش‌هایی که از دست می‌دهی (به انگلیسی: The Parts You Lose) فیلمی محصول سال ۲۰۱۸ و به کارگردانی کریستوفر کنتول است. در این فیلم بازیگرانی همچون آرون پال، اسکوت مک‌نری، مری الیزابت وینستد و دنی مورفی ایفای نقش کرده‌اند.